# Liste der politischen Parteien von São Tomé und Príncipe
Die Liste der politischen Parteien von São Tomé und Príncipe umfasst die politischen Parteien des vor der westafrikanischen Küste gelegenen Inselstaates São Tomé und Príncipe.

## Im Parlament vertretene Parteien
- Acção Democrática Independente, Unabhängige Demokratische Aktion
- Movimento de Libertação de São Tomé e Príncipe – Partido Social Democrata, Bewegung für die Befreiung von São Tomé und Príncipe – Sozialdemokratische Partei
- Partido de Convergência Democrática – Grupo de Reflexão, Demokratische Konvergenz-Partei – Gruppe der Reflexion
- Basta!
- Movimento Cidadãos Independentes de São Tomé e Príncipe – Partido Socialista, Unabhängige Bürgerbewegung von São Tomé und Príncipe – Sozialistische Partei
- Partido de Unidade Nacional, Partei der Nationalen Einheit

## Parteien ohne Parlamentssitze
- Frente Democrática Cristã, Christlich-Demokratische Front
- Geração Esperança, Generation Hoffnung
- Movimento Democrático das Forças da Mudança – União Liberal, Demokratische Bewegung der Kräfte für Veränderung – Liberale Union
- Movimento Novo Rumo, Bewegung des Neuen Weges
- Partido Trabalhista Santomense, são-toméische Arbeiterpartei
- Partido Liberal Social, Sozialliberale Partei
- Uê Kédadji Koalition:
  - Partido da Renovação Democrática, Partei für die Erneuerung der Demokratie
  - União Nacional para a Democracia e Progresso, Nationale Union für Demokratie und Fortschritt
  - Coligação Democrática da Oposição, Demokratische Koalition der Opposition
  - Partido Popular do Progresso, Volkspartei für Fortschritt
  - Partido da Renovação Social, Partei für soziale Erneuerung
- União dos Democratas para Cidadania e Desenvolvimento, Demokratische Union für Bürgerlichkeit und Entwicklung

## Nicht mehr aktive Exilparteien
- União Democrãtica Independente de São Tomé e Príncipe, Unabhängige Demokratische Union von São Tomé und Príncipe
- Acção Democrática Nacional de São Tomé e Príncipe, Nationale Demokratische Aktion von São Tomé und Príncipe
- Frente de Resistência Nacional de São Tomé e Príncipe, Nationale Widerstandsfront von São Tomé und Príncipe
- Frente de Resistência Nacional de São Tomé e Príncipe-Renovada, Nationale Widerstandsfront von São Tomé und Príncipe-Erneuert